# Такила

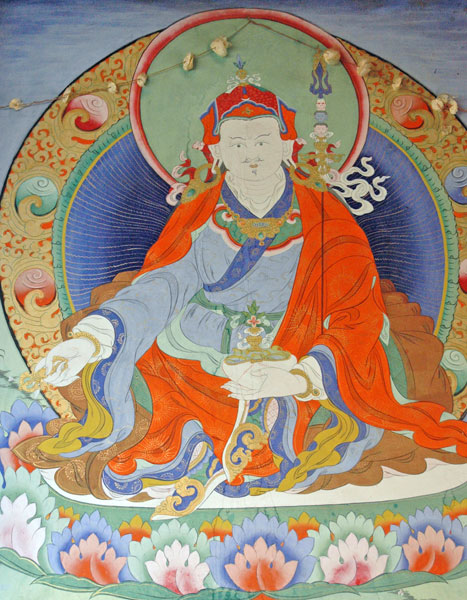
Падмасамбхава (тангка в городе Паро)

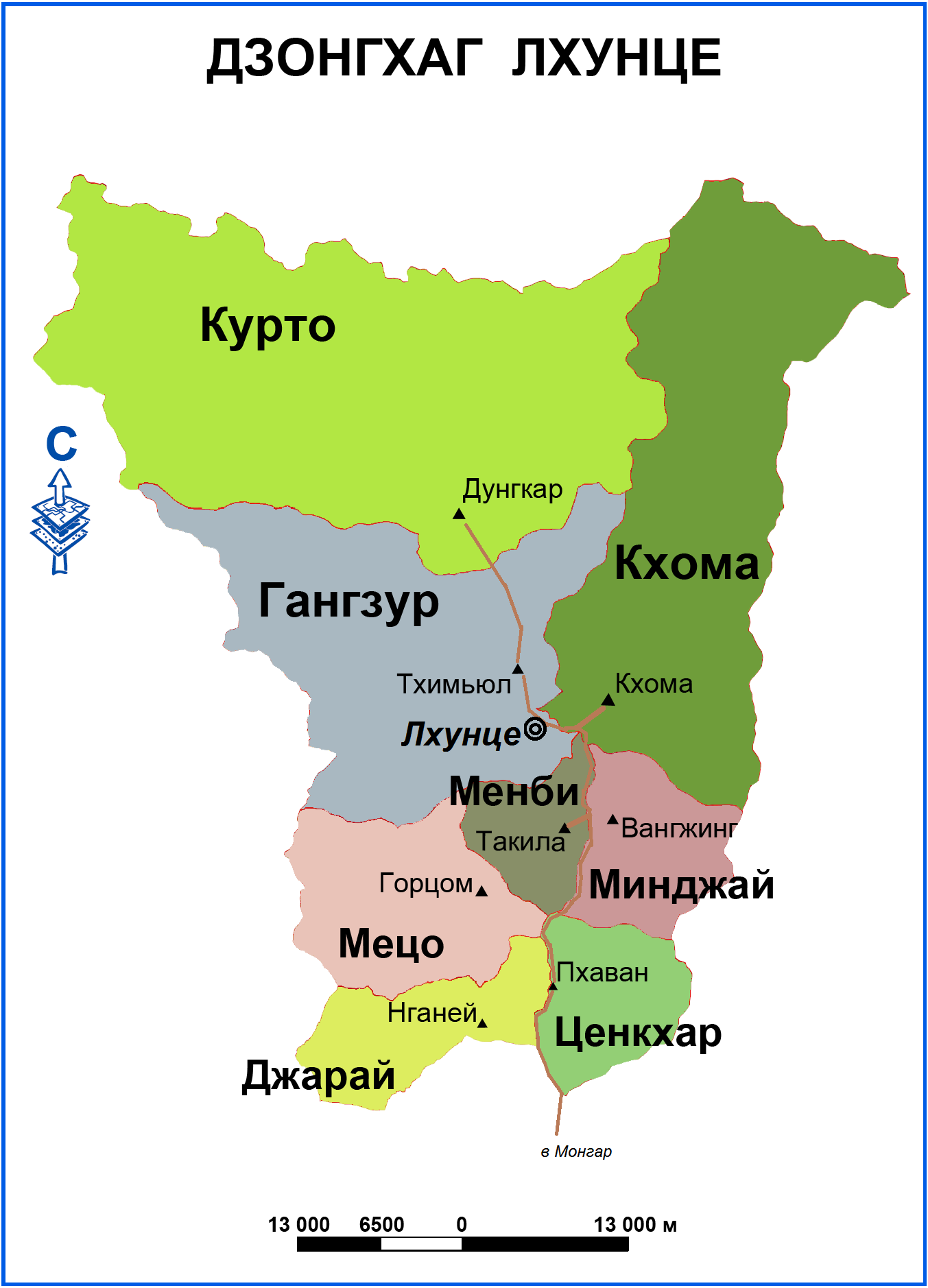
Гевоги Дзонгхага Лхунгце

Такила (дзонг-кэ ମ་஑ས་ལ།་, лат. Takayla, Takila, Takela) — небольшой культурно-административный посёлок, центр гевога Менби в Бутане в дзонгхаге Лхунце, расположенный к югу от Лхунце-дзонга. Такила находится на расстоянии около 13 км от шоссе Монгар — Лхунце, деревни Тангмачу, имеющей выход к шоссе и к реке Кури-Чу. Дорога поднимается серпантином до господствующей высоты над деревнями вокруг, через школу для средних классов в Тангмачу над деревней.
В Такила находится зал собраний и административный центр гевога.
В Такила близок к завершению проект строительства большого монумента Падмасамбхавы высотой около 30 м на лотосовом троне, в основании которого будет располагаться три храма (лакханга) — Чеку-лакханг на верхнем этаже, Лонгку-лакханг на среднем этаже и Трулку-лакханг на нижнем этаже. На нижнем этаже также должен располагаться музей. Предполагается также частично покрыть монумент золотом.
Падмасамбхава представлен в форме Гуру Нангси Зелнен (Nangsi Zilnön (Wyl. snang srid zil gnon), Превалирующий надо всем что является и существует). Строительство проводится в соответствии с предсказанием знаменитого в восточном Бутане ламы Сонам Зангпо (1888—1984), который сказал, что строительство статуи именно в этом месте будет благоприятно сказываться на процветании и мире Бутана и всего мира. Территория проекта составляет 27 акров (около 1100 м²). В 2005 году прошла церемония освящения территории, но строительство началось в 2008 году. Работу ведут 25-35 рабочих. Предполагалось завершить работы в 2013 году, но плохая погода и неблагоприятные условия привели к задержке строительства.
Предполагается превратить Такила в место буддийского паломничества, а также развить как внутренний, так и международный туризм в регионе.